# Partit Nacionalsocialista Català
El Partit Nacionalsocialista Català (PNSC) va ser un efímer partit polític català d'extrema dreta d'ideologia neonazi i catalanista no independentista, que va existir entre el 1978 i el 1980 i mai no va ésser legal. El seu fundador era Josep Anton Martí Teixidor, pintor de caràcter bel·ligerant i provocador centrat en la defensa de l'art figuratiu davant l'abstracció. Segons el seu propi testimoni, s'apropa a CEDADE després de recórrer tot l'espectre polític, abandonant també aquest espai polític poc després de la fundació del partit. Ell defineix la fundació del PNSC com a un acte de provocació i toc d'atenció a la classe política i cultural catalana davant la situació de degradació de les arts i la cultura fruit de la modernitat, i posar de manifest la tebiesa dels partits catalans oficials davant l'agressivitat de l'estat Espanyol.
El PNSC va néixer el 1978 impulsat pel grup nazi CEDADE. Va néixer en un context en què, coincidint amb la restauració de l'autonomia administrativa per a Catalunya, CEDADE va procedir a «catalanitzar» el seu discurs i la seva organització. El Partit Nacional-Socialista Català, que no va passar de ser un grupuscle il·legal. Segons Xavier Casals, el PNSC va mantenir un fals domicili social a Dublín a través del qual va captar nous socis.
La seva activitat, que es va perllongar fins almenys el 1980, es va limitar al repartiment de pamflets d'inspiració nazi que inclouen il·lustracions que combinen simbologia nazi, principalment la bandera de l'Alemanya nazi o l'àliga feixista, amb simbologia catalana, com la senyera o un dibuix de Sant Jordi i el drac, així com missatges feixistes de suport al moviment nazi i a Adolf Hitler o demanant l'abstenció a les eleccions.